# آمبیابه
آمبیابه (به لاتین: Ambiabe) یک منطقهٔ مسکونی در ماداگاسکار است که در واتووانی واقع شده‌است. آمبیابه ۷٬۹۴۵ نفر جمعیت دارد.